# Estação De Castelnau
A Estação De Castelnau é uma das estações do Metrô de Montreal, situada em Montreal, entre a Estação Parc e a Estação Jean-Talon. Faz parte da Linha Azul.
Foi inaugurada em 16 de junho de 1986. Localiza-se no Boulevard St-Laurent. Atende o distrito de Villeray–Saint-Michel–Parc-Extension.